# 1250
Portal Geschichte | Portal Biografien | Aktuelle Ereignisse | Jahreskalender | Tagesartikel

◄ |
12. Jahrhundert |
13. Jahrhundert
| 14. Jahrhundert | ►

◄ |
1220er |
1230er |
1240er |
1250er
| 1260er | 1270er | 1280er | ►

◄◄ |
◄ |
1246 |
1247 |
1248 |
1249 |
1250
| 1251 | 1252 | 1253 | 1254 | ► | ►►
Staatsoberhäupter  · Nekrolog
| Januar | Januar | Januar | Januar | Januar | Januar | Januar | Januar |
| Kw     | Mo     | Di     | Mi     | Do     | Fr     | Sa     | So     |
| ------ | ------ | ------ | ------ | ------ | ------ | ------ | ------ |
| 52     |        |        |        |        |        | 1      | 2      |
| 1      | 3      | 4      | 5      | 6      | 7      | 8      | 9      |
| 2      | 10     | 11     | 12     | 13     | 14     | 15     | 16     |
| 3      | 17     | 18     | 19     | 20     | 21     | 22     | 23     |
| 4      | 24     | 25     | 26     | 27     | 28     | 29     | 30     |
| 5      | 31     |        |        |        |        |        |        |

| Februar | Februar | Februar | Februar | Februar | Februar | Februar | Februar |
| Kw      | Mo      | Di      | Mi      | Do      | Fr      | Sa      | So      |
| ------- | ------- | ------- | ------- | ------- | ------- | ------- | ------- |
| 5       |         | 1       | 2       | 3       | 4       | 5       | 6       |
| 6       | 7       | 8       | 9       | 10      | 11      | 12      | 13      |
| 7       | 14      | 15      | 16      | 17      | 18      | 19      | 20      |
| 8       | 21      | 22      | 23      | 24      | 25      | 26      | 27      |
| 9       | 28      |         |         |         |         |         |         |

| März | März | März | März | März | März | März | März |
| Kw   | Mo   | Di   | Mi   | Do   | Fr   | Sa   | So   |
| ---- | ---- | ---- | ---- | ---- | ---- | ---- | ---- |
| 9    |      | 1    | 2    | 3    | 4    | 5    | 6    |
| 10   | 7    | 8    | 9    | 10   | 11   | 12   | 13   |
| 11   | 14   | 15   | 16   | 17   | 18   | 19   | 20   |
| 12   | 21   | 22   | 23   | 24   | 25   | 26   | 27   |
| 13   | 28   | 29   | 30   | 31   |      |      |      |

| April | April | April | April | April | April | April | April |
| Kw    | Mo    | Di    | Mi    | Do    | Fr    | Sa    | So    |
| ----- | ----- | ----- | ----- | ----- | ----- | ----- | ----- |
| 13    |       |       |       |       | 1     | 2     | 3     |
| 14    | 4     | 5     | 6     | 7     | 8     | 9     | 10    |
| 15    | 11    | 12    | 13    | 14    | 15    | 16    | 17    |
| 16    | 18    | 19    | 20    | 21    | 22    | 23    | 24    |
| 17    | 25    | 26    | 27    | 28    | 29    | 30    |       |

| Mai | Mai | Mai | Mai | Mai | Mai | Mai | Mai |
| Kw  | Mo  | Di  | Mi  | Do  | Fr  | Sa  | So  |
| --- | --- | --- | --- | --- | --- | --- | --- |
| 17  |     |     |     |     |     |     | 1   |
| 18  | 2   | 3   | 4   | 5   | 6   | 7   | 8   |
| 19  | 9   | 10  | 11  | 12  | 13  | 14  | 15  |
| 20  | 16  | 17  | 18  | 19  | 20  | 21  | 22  |
| 21  | 23  | 24  | 25  | 26  | 27  | 28  | 29  |
| 22  | 30  | 31  |     |     |     |     |     |

| Juni | Juni | Juni | Juni | Juni | Juni | Juni | Juni |
| Kw   | Mo   | Di   | Mi   | Do   | Fr   | Sa   | So   |
| ---- | ---- | ---- | ---- | ---- | ---- | ---- | ---- |
| 22   |      |      | 1    | 2    | 3    | 4    | 5    |
| 23   | 6    | 7    | 8    | 9    | 10   | 11   | 12   |
| 24   | 13   | 14   | 15   | 16   | 17   | 18   | 19   |
| 25   | 20   | 21   | 22   | 23   | 24   | 25   | 26   |
| 26   | 27   | 28   | 29   | 30   |      |      |      |

| Juli | Juli | Juli | Juli | Juli | Juli | Juli | Juli |
| Kw   | Mo   | Di   | Mi   | Do   | Fr   | Sa   | So   |
| ---- | ---- | ---- | ---- | ---- | ---- | ---- | ---- |
| 26   |      |      |      |      | 1    | 2    | 3    |
| 27   | 4    | 5    | 6    | 7    | 8    | 9    | 10   |
| 28   | 11   | 12   | 13   | 14   | 15   | 16   | 17   |
| 29   | 18   | 19   | 20   | 21   | 22   | 23   | 24   |
| 30   | 25   | 26   | 27   | 28   | 29   | 30   | 31   |

| August | August | August | August | August | August | August | August |
| Kw     | Mo     | Di     | Mi     | Do     | Fr     | Sa     | So     |
| ------ | ------ | ------ | ------ | ------ | ------ | ------ | ------ |
| 31     | 1      | 2      | 3      | 4      | 5      | 6      | 7      |
| 32     | 8      | 9      | 10     | 11     | 12     | 13     | 14     |
| 33     | 15     | 16     | 17     | 18     | 19     | 20     | 21     |
| 34     | 22     | 23     | 24     | 25     | 26     | 27     | 28     |
| 35     | 29     | 30     | 31     |        |        |        |        |

| September | September | September | September | September | September | September | September |
| Kw        | Mo        | Di        | Mi        | Do        | Fr        | Sa        | So        |
| --------- | --------- | --------- | --------- | --------- | --------- | --------- | --------- |
| 35        |           |           |           | 1         | 2         | 3         | 4         |
| 36        | 5         | 6         | 7         | 8         | 9         | 10        | 11        |
| 37        | 12        | 13        | 14        | 15        | 16        | 17        | 18        |
| 38        | 19        | 20        | 21        | 22        | 23        | 24        | 25        |
| 39        | 26        | 27        | 28        | 29        | 30        |           |           |

| Oktober | Oktober | Oktober | Oktober | Oktober | Oktober | Oktober | Oktober |
| Kw      | Mo      | Di      | Mi      | Do      | Fr      | Sa      | So      |
| ------- | ------- | ------- | ------- | ------- | ------- | ------- | ------- |
| 39      |         |         |         |         |         | 1       | 2       |
| 40      | 3       | 4       | 5       | 6       | 7       | 8       | 9       |
| 41      | 10      | 11      | 12      | 13      | 14      | 15      | 16      |
| 42      | 17      | 18      | 19      | 20      | 21      | 22      | 23      |
| 43      | 24      | 25      | 26      | 27      | 28      | 29      | 30      |
| 44      | 31      |         |         |         |         |         |         |

| November | November | November | November | November | November | November | November |
| Kw       | Mo       | Di       | Mi       | Do       | Fr       | Sa       | So       |
| -------- | -------- | -------- | -------- | -------- | -------- | -------- | -------- |
| 44       |          | 1        | 2        | 3        | 4        | 5        | 6        |
| 45       | 7        | 8        | 9        | 10       | 11       | 12       | 13       |
| 46       | 14       | 15       | 16       | 17       | 18       | 19       | 20       |
| 47       | 21       | 22       | 23       | 24       | 25       | 26       | 27       |
| 48       | 28       | 29       | 30       |          |          |          |          |

| Dezember | Dezember | Dezember | Dezember | Dezember | Dezember | Dezember | Dezember |
| Kw       | Mo       | Di       | Mi       | Do       | Fr       | Sa       | So       |
| -------- | -------- | -------- | -------- | -------- | -------- | -------- | -------- |
| 48       |          |          |          | 1        | 2        | 3        | 4        |
| 49       | 5        | 6        | 7        | 8        | 9        | 10       | 11       |
| 50       | 12       | 13       | 14       | 15       | 16       | 17       | 18       |
| 51       | 19       | 20       | 21       | 22       | 23       | 24       | 25       |
| 52       | 26       | 27       | 28       | 29       | 30       | 31       |          |

| Januar | Januar | Januar | Januar | Januar | Januar | Januar | Januar |
| Kw     | Mo     | Di     | Mi     | Do     | Fr     | Sa     | So     |
| ------ | ------ | ------ | ------ | ------ | ------ | ------ | ------ |
| 52     |        |        |        |        |        | 1      | 2      |
| 1      | 3      | 4      | 5      | 6      | 7      | 8      | 9      |
| 2      | 10     | 11     | 12     | 13     | 14     | 15     | 16     |
| 3      | 17     | 18     | 19     | 20     | 21     | 22     | 23     |
| 4      | 24     | 25     | 26     | 27     | 28     | 29     | 30     |
| 5      | 31     |        |        |        |        |        |        |

| Februar | Februar | Februar | Februar | Februar | Februar | Februar | Februar |
| Kw      | Mo      | Di      | Mi      | Do      | Fr      | Sa      | So      |
| ------- | ------- | ------- | ------- | ------- | ------- | ------- | ------- |
| 5       |         | 1       | 2       | 3       | 4       | 5       | 6       |
| 6       | 7       | 8       | 9       | 10      | 11      | 12      | 13      |
| 7       | 14      | 15      | 16      | 17      | 18      | 19      | 20      |
| 8       | 21      | 22      | 23      | 24      | 25      | 26      | 27      |
| 9       | 28      |         |         |         |         |         |         |

| März | März | März | März | März | März | März | März |
| Kw   | Mo   | Di   | Mi   | Do   | Fr   | Sa   | So   |
| ---- | ---- | ---- | ---- | ---- | ---- | ---- | ---- |
| 9    |      | 1    | 2    | 3    | 4    | 5    | 6    |
| 10   | 7    | 8    | 9    | 10   | 11   | 12   | 13   |
| 11   | 14   | 15   | 16   | 17   | 18   | 19   | 20   |
| 12   | 21   | 22   | 23   | 24   | 25   | 26   | 27   |
| 13   | 28   | 29   | 30   | 31   |      |      |      |

| April | April | April | April | April | April | April | April |
| Kw    | Mo    | Di    | Mi    | Do    | Fr    | Sa    | So    |
| ----- | ----- | ----- | ----- | ----- | ----- | ----- | ----- |
| 13    |       |       |       |       | 1     | 2     | 3     |
| 14    | 4     | 5     | 6     | 7     | 8     | 9     | 10    |
| 15    | 11    | 12    | 13    | 14    | 15    | 16    | 17    |
| 16    | 18    | 19    | 20    | 21    | 22    | 23    | 24    |
| 17    | 25    | 26    | 27    | 28    | 29    | 30    |       |

| Mai | Mai | Mai | Mai | Mai | Mai | Mai | Mai |
| Kw  | Mo  | Di  | Mi  | Do  | Fr  | Sa  | So  |
| --- | --- | --- | --- | --- | --- | --- | --- |
| 17  |     |     |     |     |     |     | 1   |
| 18  | 2   | 3   | 4   | 5   | 6   | 7   | 8   |
| 19  | 9   | 10  | 11  | 12  | 13  | 14  | 15  |
| 20  | 16  | 17  | 18  | 19  | 20  | 21  | 22  |
| 21  | 23  | 24  | 25  | 26  | 27  | 28  | 29  |
| 22  | 30  | 31  |     |     |     |     |     |

| Juni | Juni | Juni | Juni | Juni | Juni | Juni | Juni |
| Kw   | Mo   | Di   | Mi   | Do   | Fr   | Sa   | So   |
| ---- | ---- | ---- | ---- | ---- | ---- | ---- | ---- |
| 22   |      |      | 1    | 2    | 3    | 4    | 5    |
| 23   | 6    | 7    | 8    | 9    | 10   | 11   | 12   |
| 24   | 13   | 14   | 15   | 16   | 17   | 18   | 19   |
| 25   | 20   | 21   | 22   | 23   | 24   | 25   | 26   |
| 26   | 27   | 28   | 29   | 30   |      |      |      |

| Juli | Juli | Juli | Juli | Juli | Juli | Juli | Juli |
| Kw   | Mo   | Di   | Mi   | Do   | Fr   | Sa   | So   |
| ---- | ---- | ---- | ---- | ---- | ---- | ---- | ---- |
| 26   |      |      |      |      | 1    | 2    | 3    |
| 27   | 4    | 5    | 6    | 7    | 8    | 9    | 10   |
| 28   | 11   | 12   | 13   | 14   | 15   | 16   | 17   |
| 29   | 18   | 19   | 20   | 21   | 22   | 23   | 24   |
| 30   | 25   | 26   | 27   | 28   | 29   | 30   | 31   |

| August | August | August | August | August | August | August | August |
| Kw     | Mo     | Di     | Mi     | Do     | Fr     | Sa     | So     |
| ------ | ------ | ------ | ------ | ------ | ------ | ------ | ------ |
| 31     | 1      | 2      | 3      | 4      | 5      | 6      | 7      |
| 32     | 8      | 9      | 10     | 11     | 12     | 13     | 14     |
| 33     | 15     | 16     | 17     | 18     | 19     | 20     | 21     |
| 34     | 22     | 23     | 24     | 25     | 26     | 27     | 28     |
| 35     | 29     | 30     | 31     |        |        |        |        |

| September | September | September | September | September | September | September | September |
| Kw        | Mo        | Di        | Mi        | Do        | Fr        | Sa        | So        |
| --------- | --------- | --------- | --------- | --------- | --------- | --------- | --------- |
| 35        |           |           |           | 1         | 2         | 3         | 4         |
| 36        | 5         | 6         | 7         | 8         | 9         | 10        | 11        |
| 37        | 12        | 13        | 14        | 15        | 16        | 17        | 18        |
| 38        | 19        | 20        | 21        | 22        | 23        | 24        | 25        |
| 39        | 26        | 27        | 28        | 29        | 30        |           |           |

| Oktober | Oktober | Oktober | Oktober | Oktober | Oktober | Oktober | Oktober |
| Kw      | Mo      | Di      | Mi      | Do      | Fr      | Sa      | So      |
| ------- | ------- | ------- | ------- | ------- | ------- | ------- | ------- |
| 39      |         |         |         |         |         | 1       | 2       |
| 40      | 3       | 4       | 5       | 6       | 7       | 8       | 9       |
| 41      | 10      | 11      | 12      | 13      | 14      | 15      | 16      |
| 42      | 17      | 18      | 19      | 20      | 21      | 22      | 23      |
| 43      | 24      | 25      | 26      | 27      | 28      | 29      | 30      |
| 44      | 31      |         |         |         |         |         |         |

| November | November | November | November | November | November | November | November |
| Kw       | Mo       | Di       | Mi       | Do       | Fr       | Sa       | So       |
| -------- | -------- | -------- | -------- | -------- | -------- | -------- | -------- |
| 44       |          | 1        | 2        | 3        | 4        | 5        | 6        |
| 45       | 7        | 8        | 9        | 10       | 11       | 12       | 13       |
| 46       | 14       | 15       | 16       | 17       | 18       | 19       | 20       |
| 47       | 21       | 22       | 23       | 24       | 25       | 26       | 27       |
| 48       | 28       | 29       | 30       |          |          |          |          |

| Dezember | Dezember | Dezember | Dezember | Dezember | Dezember | Dezember | Dezember |
| Kw       | Mo       | Di       | Mi       | Do       | Fr       | Sa       | So       |
| -------- | -------- | -------- | -------- | -------- | -------- | -------- | -------- |
| 48       |          |          |          | 1        | 2        | 3        | 4        |
| 49       | 5        | 6        | 7        | 8        | 9        | 10       | 11       |
| 50       | 12       | 13       | 14       | 15       | 16       | 17       | 18       |
| 51       | 19       | 20       | 21       | 22       | 23       | 24       | 25       |
| 52       | 26       | 27       | 28       | 29       | 30       | 31       |          |

## Ereignisse

### Politik und Weltgeschehen

#### Kreuzzüge

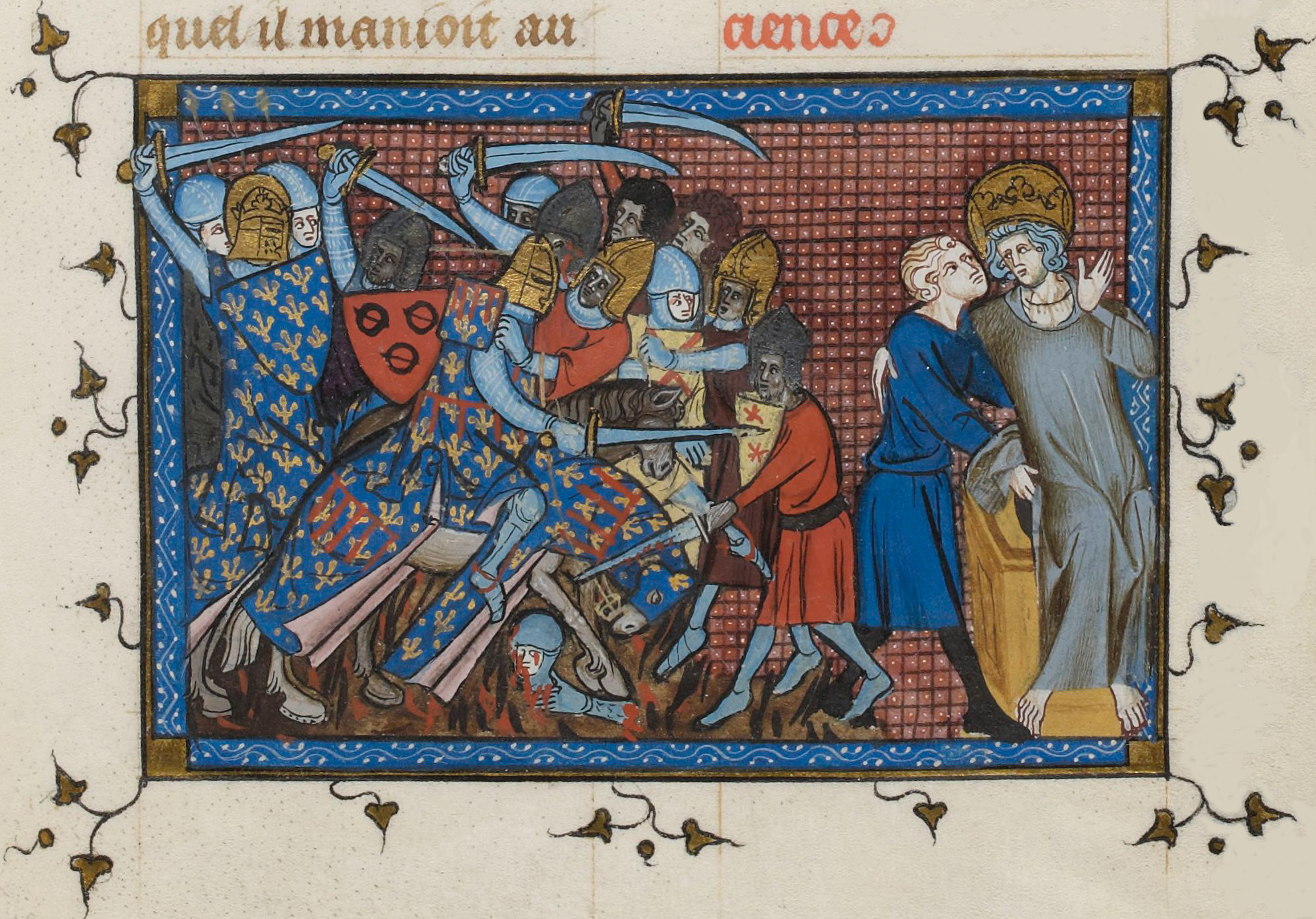
Robert von Artois fällt in der Schlacht von al-Mansura

- 8. Februar: Nach mehr als zwei Monaten gelingt es den Kreuzfahrern des Sechsten Kreuzzuges, den Nil bei al-Mansura zu überqueren. Nachdem Robert I. von Artois, der Bruder des französischen Königs Ludwig IX., die Vorhut ans andere Ufer geführt hat, ignoriert er die Befehle des Königs und nutzt die Chance für einen Überraschungsangriff auf das Feldlager der Muslime, die den Vorstoß der Kreuzfahrer noch nicht bemerkt haben. Die Ayyubiden werden von der wilden Attacke der schwergepanzerten Ritter völlig überrumpelt. Ihr Befehlshaber, Fachr ad-Din Yusuf, wird getötet, bevor er die Gelegenheit hatte, seine Rüstung anzulegen. Durch seinen Erfolg ermutigt, lässt sich Robert dazu verleiten, die fliehenden Feinde in die Stadt zu verfolgen. Dort gerät er jedoch in eine Falle des Ayyubiden-Heeres. Er fällt samt seinen etwa 280 Begleitern im Nahkampf mit Elitekriegern der Mamluken unter Führung von Rukn ad-Din Baibars.
- 11. Februar: Die Mamluken führen einen Gegenangriff, der vom Kreuzzugsheer nur unter großen Verlusten zurückgeschlagen werden kann. Die Kreuzfahrer werden im weiteren Verlauf der Belagerung durch Hunger und Krankheiten weiter geschwächt, harren aber vor al-Mansura aus.
- 28. Februar: Der neue Sultan Turan Schah trifft vor al-Mansura ein. Im März versucht Ludwig IX. Verhandlungen mit ihm aufzunehmen. Da dieser sich jedoch der geschwächten Situation der Kreuzfahrer bewusst ist, lehnt er Verhandlungen ab.
- 5. April: Die Kreuzfahrer ziehen sich in Richtung Damiette zurück. Die Ayyubiden nehmen die Verfolgung auf und überwältigen das nun unterlegene Kreuzzugsheer. König Ludwig IX. von Frankreich und sein gesamtes Gefolge geraten in Gefangenschaft. Turan Schah ordnet die Enthauptung der meisten Gefangenen an.

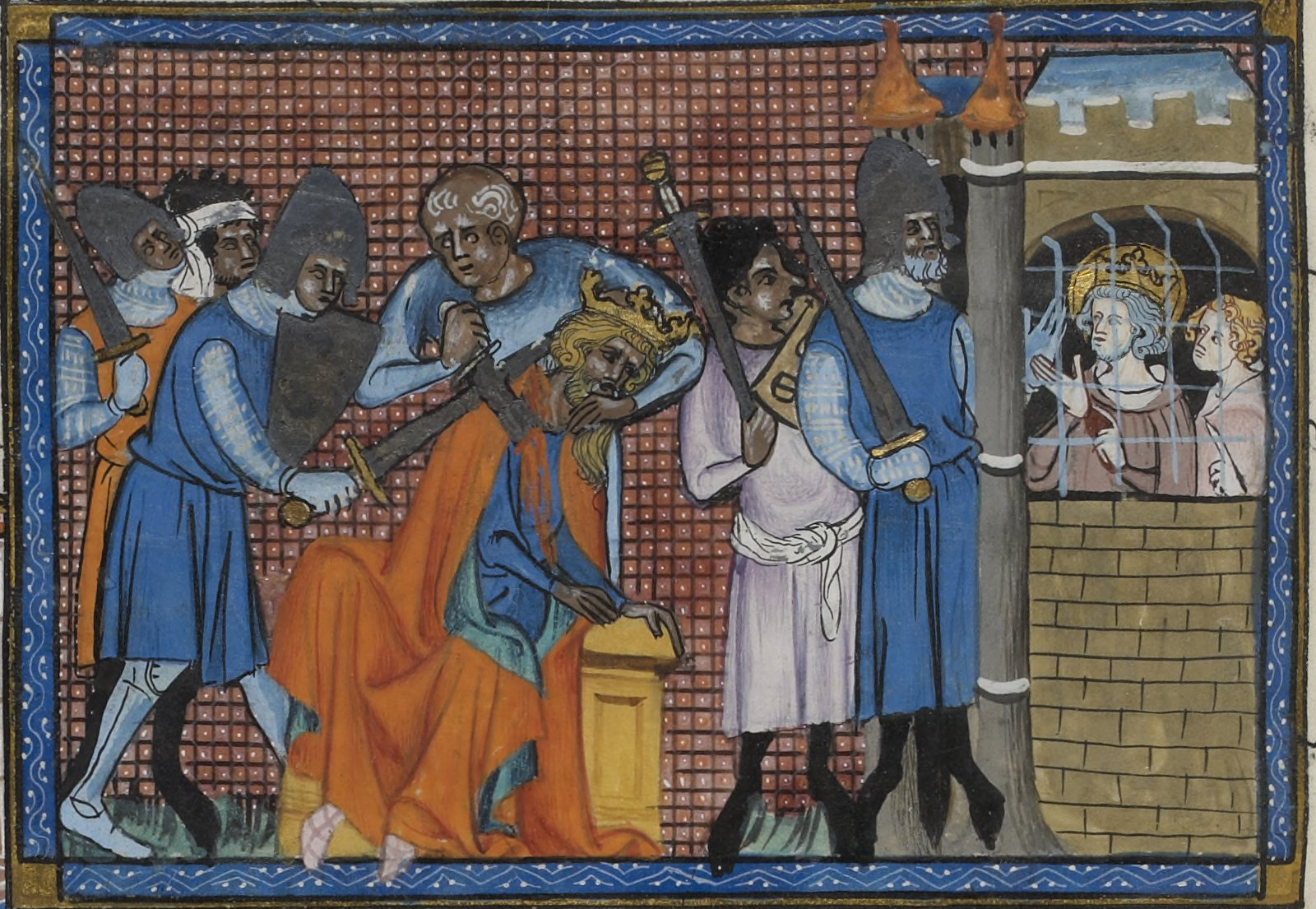
Die Mamluken ermorden Sultan Turan Schah, rechts daneben der gefangene König Ludwig, frz. Miniatur, 14. Jahrhundert

- 2. Mai: Turan Schah versucht, den Einfluss der mächtigen Mamluken an seinem Hof zu beenden. Die Mamelukenemire aber werden rechtzeitig von seiner Stiefmutter Schadschar ad-Durr gewarnt, die ebenfalls um ihr Leben fürchtet, und eine Gruppe um Baibars ermordet den Sultan und beendet damit die Herrschaft der Ayyubiden in Ägypten. Der französische König Ludwig IX. kann sich mit einem hohen Lösegeld, einem zehnjährigen Waffenstillstandsvertrag und der Rückgabe von Damiette freikaufen.
- 6. Mai: Der im sechsten Kreuzzug gefangengenommene französische König Ludwig IX. wird von den nach einer Palastrevolution in Ägypten an die Macht gekommenen Mamluken freigelassen. Er begibt sich von Damiette nach Akkon. Ludwig bleibt im Heiligen Land und bemüht sich um die Konsolidierung des Königreichs Jerusalem und um die Freilassung aller Gefangenen.
- 11. Juli: An-Nasir Yusuf erobert Damaskus und begründet ein neues ayyubidisches Sultanat in Syrien. Sein Bündnisangebot an Ludwig IX. wird von diesem aber abgelehnt.

Großmeisterwappen Renauds de Vichiers

- Juli: Renaud de Vichiers folgt dem am 11. Februar bei al-Mansura gefallenen Guillaume de Sonnac als Großmeister des Templerordens.

#### Heiliges Römisches Reich
- 2. März: Markgraf Heinrich III. von Meißen schließt im Thüringischen Erbfolgekrieg mit Herzogin Sophie von Brabant einen Vergleich. Sophie überträgt ihrem Cousin in der Eisenacher Richtung die Vormundschaftsregierung über ihren Sohn Heinrich.

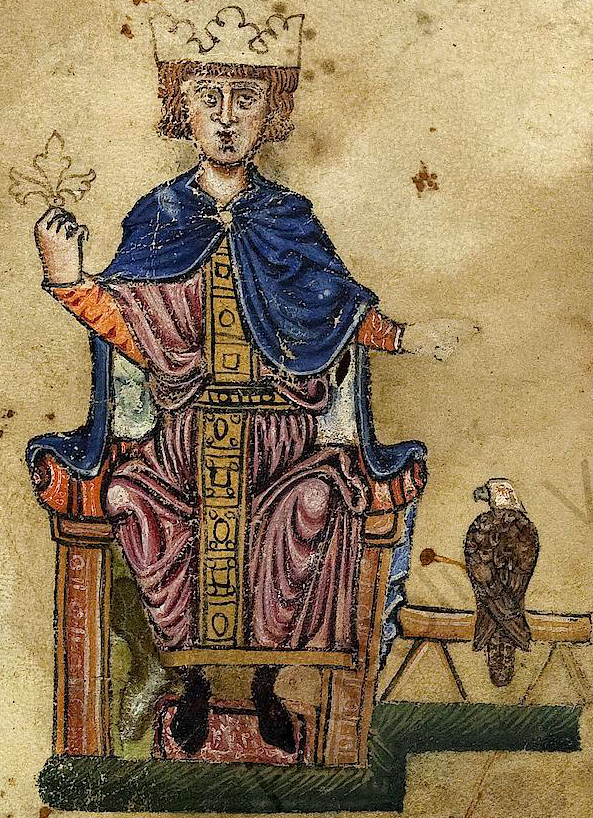
Friedrich II. mit seinem Falken. Aus seinem Buch De arte venandi cum avibus („Über die Kunst mit Vögeln zu jagen“), Süditalien zwischen 1258 und 1266

- 13. Dezember: Mit dem Tod Kaiser Friedrichs II. endet die Blütezeit des mittelalterlichen deutschen Kaisertums. Das gilt als Beginn des Interregnums im Heiligen Römischen Reich, es kommt zu einem Rückgang der Zentralgewalt zugunsten der Landesfürsten und Städte. Friedrich hat zwar seinen Sohn Konrad IV. zu seinem Universalerben ernannt. Papst Innozenz IV. und mit ihm die geistlichen Reichsfürsten erkennen diese Regelung jedoch ausdrücklich nicht an.
- Der Vertrag von Landin gilt als Geburtsstunde der Uckermark. Der Vertrag ist strategischer Teil des expansiven deutschen Landesausbaus nach Osten und Norden unter den gemeinsam regierenden askanischen Markgrafen Johann I. und Otto III. von Brandenburg. Vertragspartner der Askanier ist Herzog Barnim I. von Pommern aus dem Geschlecht der Greifen, der in dem Tauschgeschäft die nördliche Uckermark bis zur Welse, Randow und Löcknitz gegen das halbe Land Wolgast an die Askanier abtritt. Damit gehören die gesamten ehemaligen Gebiete der Ukranen und Retschanen zur Mark Brandenburg.
- Dietrich I. von Volmerstein folgt seinem Vater Heinrich III. von Volmestein als Graf auf der Burg Volmarstein.
- Der Torturm des Schwabentores in Freiburg im Breisgau wird fertiggestellt.

#### Dänemark

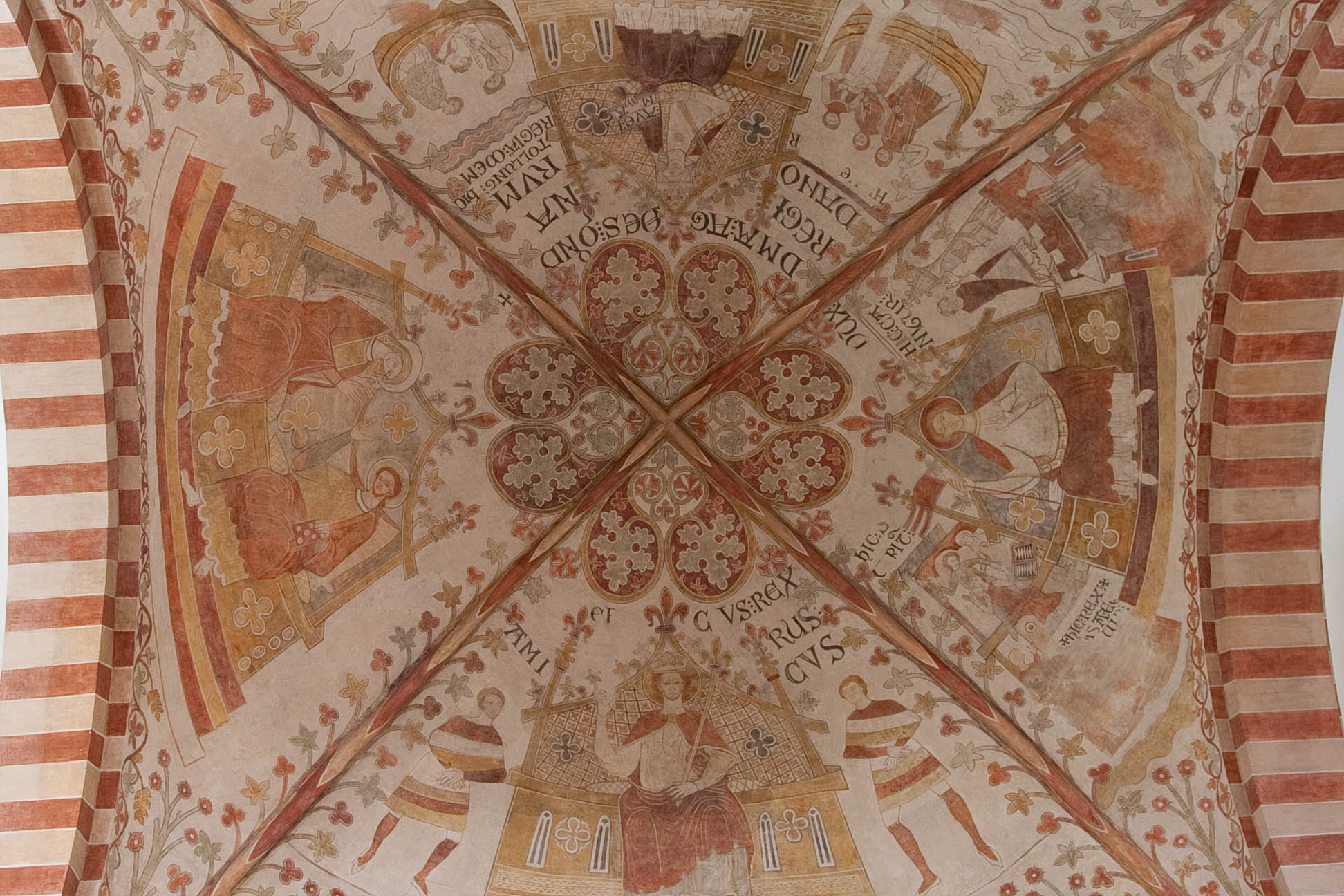
Fresko mit der Darstellung der Ermordung von Erik Plovpenning in der St.-Bendts-Kirche

- Erik IV., König von Dänemark, gelingt es im Krieg gegen seinen Bruder Abel, große Teile von dessen Herzogtum Schleswig zu erobern. Dieser bittet ihn daraufhin zu Versöhnungsgesprächen in seine Residenzstadt Schleswig.
- 10. August: Auf dem Weg nach Schleswig lässt Abel seinen Bruder Erik IV. bei Missunde ermorden und seine Leiche in der Schlei versenken.
- 1. November: Abel besteigt den dänischen Thron, nachdem er 24 Ritter gefunden hat, die auf dem Thing in Viborg seine Unschuld an der Ermordung seines Bruders beschwören. Nach seiner Thronbesteigung beruft er seinen Sohn Waldemar, den er zum Studium nach Paris geschickt hat, zurück. Auf der Heimreise wird dieser vom Kölner Erzbischof Konrad von Hochstaden gefangengesetzt.

#### Weitere Ereignisse in Europa

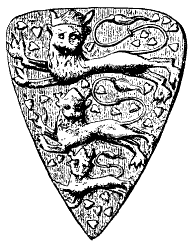
Valdemar Birgerssons Wappen

- Nach dem Tod seines Onkels Erik XI. am 2. Februar wird der siebenjährige Waldemar zum König von Schweden gewählt. Die Regierungsmacht verbleibt damit in den Händen seines Vaters, des früheren Reichsverwesers Birger Jarl.
- König Alfons III. von Portugal beginnt mit der Eroberung der Algarve von den Mauren.

#### Urkundliche Ersterwähnungen und Stadtrechte
- Greifswald, Markdorf, Schopfheim, Waiblingen und Weimar erhalten Stadtrechte.
- Florenz hat eine demokratische Verfassung (bis 1260).
- Heimiswil, Noflen und Thierachern werden erstmals urkundlich erwähnt.

### Kultur und Religion

#### Architektur und Bildende Kunst
- 21. Januar: Die Herren von Schaumburg beginnen gemeinsam mit der Stadt Coburg mit dem Bau des Franziskanerklosters Coburg.
- Mit dem Abschluss des Nordturms ist die Kathedrale Notre-Dame de Paris faktisch fertiggestellt und funktionstüchtig. Inzwischen nimmt man jedoch Anstoß an den frühgotischen Formen der vor der ab 1220 durchgeführten Erneuerung gebaute Teile wie der Fassaden des Querschiffs. Darum wird das Querschiff teilweise wieder abgebrochen und durch Jean de Chelles ab 1250 nach Norden und anschließend nach Süden verlängert.
- Die Bauarbeiten an der Lübecker Marienkirche, der Mutterkirche der norddeutschen Backsteingotik, beginnen.
- um 1250: Der Bau der ersten Kirche Santa Maria Gloriosa dei Frari in Venedig beginnt.
- um 1250: In England erfolgt der Übergang vom Early English Style zum Decorated Style in der Gotik.
- ab 1250: In Südamerika beginnt sich die Chimú-Kultur durchzusetzen.

#### Kirchenhierarchie und Ordenswesen

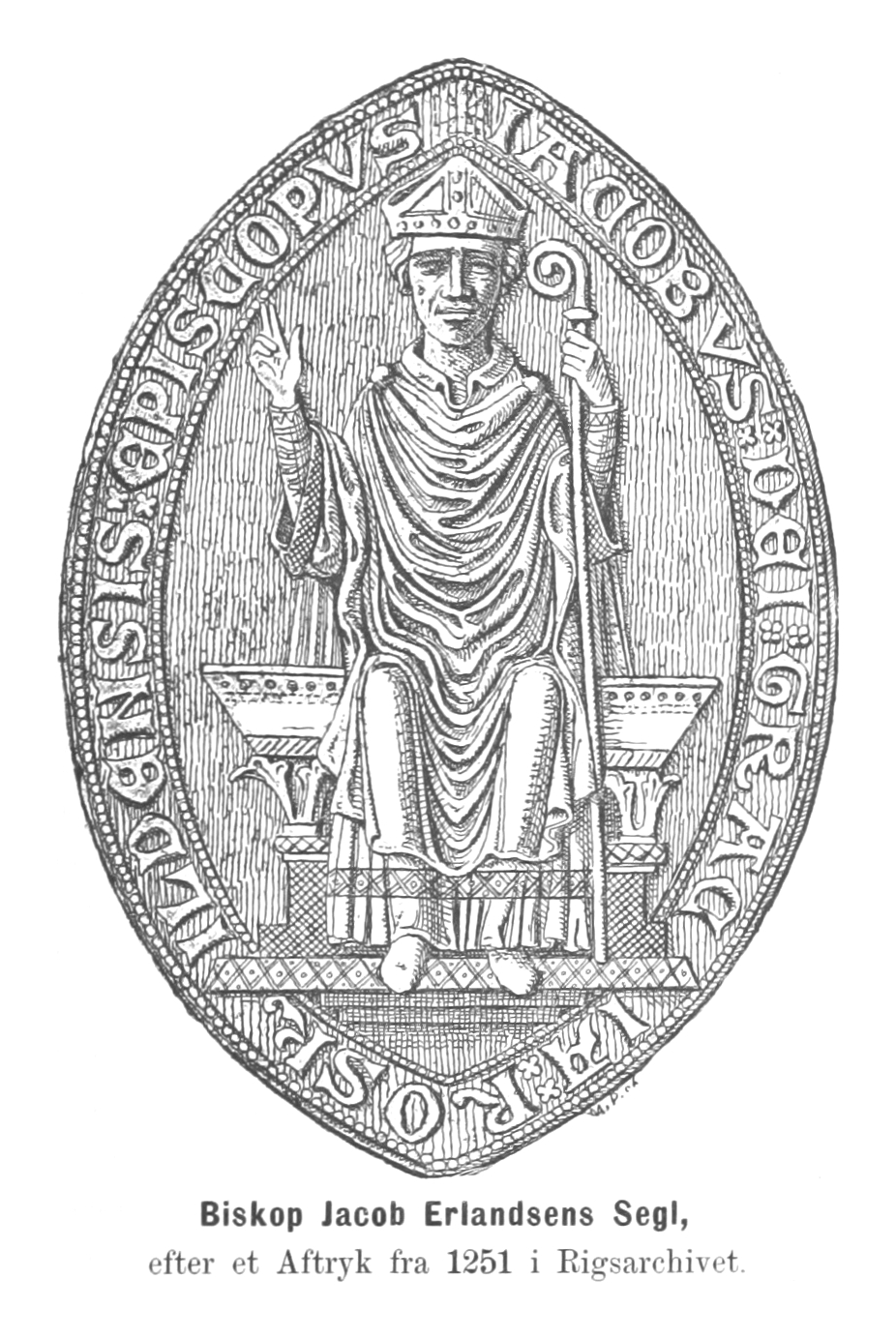
Siegel des Bischofs Erlandsen auf einer Urkunde von 1251

- Jakob Erlandsen wird Bischof von Roskilde.
- um 1250: Die Mönchsbruderschaft Frati gaudenti wird gegründet.

#### Sonstiges
- um 1250: Wilhelm von Saint-Amour wird Magister der Theologie an der Pariser Sorbonne.

## Geboren

### Geburtsdatum gesichert
- 8. April: Johann von Damiette, französischer Prinz, Graf von Nevers, Auxerre und Tonnerre sowie Graf von Valois und Crépy († 1270)
- 15. August: Matteo I. Visconti, Stadtherr von Mailand († 1322)
- 15. Dezember: Dschamāl ad-Dīn al-Hillī, islamischer Theologe und Rechtsgelehrter in Persien († 1325)

### Genaues Geburtsdatum unbekannt
- September: Robert II., Graf von Artois und Regent im Königreich Neapel († 1302)
- Agnes von Baden-Österreich, Herzogin von Kärnten und Gräfin von Heunburg († 1295)
- Guglielmo da Brescia, italienischer Mediziner und Professor († 1326)
- Johannes IV., Kaiser des Byzantinischen Reichs († nach 1290)
- Jom Tob ben Abraham aus Sevilla, spanisch-jüdischer Gelehrter, Talmudist und Religionsphilosoph († 1320)
- Jean Lemoine, Bischof von Arras und päpstlicher Legat († 1313)
- Margaret de Clare, englische Adelige († 1312)
- Margarete von Burgund, Gräfin von Tonnerre sowie Königin von Sizilien und Neapel († 1308)
- Nichiji, japanischer buddhistischer Mönch († um 1304)
- Ulrich II. von Kapellen, österreichischer Landrichter († 1301)

### Geboren um 1250
- Ascher ben Jechiel, mittelalterlicher Talmudist, der in Deutschland, Frankreich und Spanien lebte († 1327)
- Domhnall, 6. Earl of Mar, schottischer Adeliger († 1297)
- Engelbert von Admont, Abt des Stifts Admont († 1331)
- Guittone d’Arezzo, italienischer Dichter († 1294)
- Uguccione della Faggiola, italienischer Condottiere, Stadtherr von Pisa und Lucca († 1319)
- Arnd von Gröpelingen, Bremer Ratsherr († 1304)
- Mordechai ben Hillel, deutscher Rabbiner und autoritativer Dezisor († 1298)
- Rhys ap Maredudd, Lord des walisischen Fürstentums Deheubarth († 1292)
- Zawisch von Falkenstein, böhmischer Adliger († 1290)
- 1250/1257: Pietro d’Abano, italienischer Arzt, Philosoph, Mathematiker und Astrologe († 1316)
- 1250/1260: Marguerite Porete, französischsprachige theologische Schriftstellerin und Begine († 1310)
- 1250/1260: Heinrich von Meißen, genannt Frauenlob, mittelhochdeutscher Lyriker († 1318)
- 1250/1265: Bertrand de Got, unter dem Namen Clemens V. Papst in Rom und Avignon († 1314)

## Gestorben

### Januar bis April
- Januar: Gottfried II. von Apremont, Herr von Apremont und Graf von Saarbrücken sowie Kreuzfahrer (* um 1210)
- 2. Februar: Erik XI., König von Schweden (* 1216)

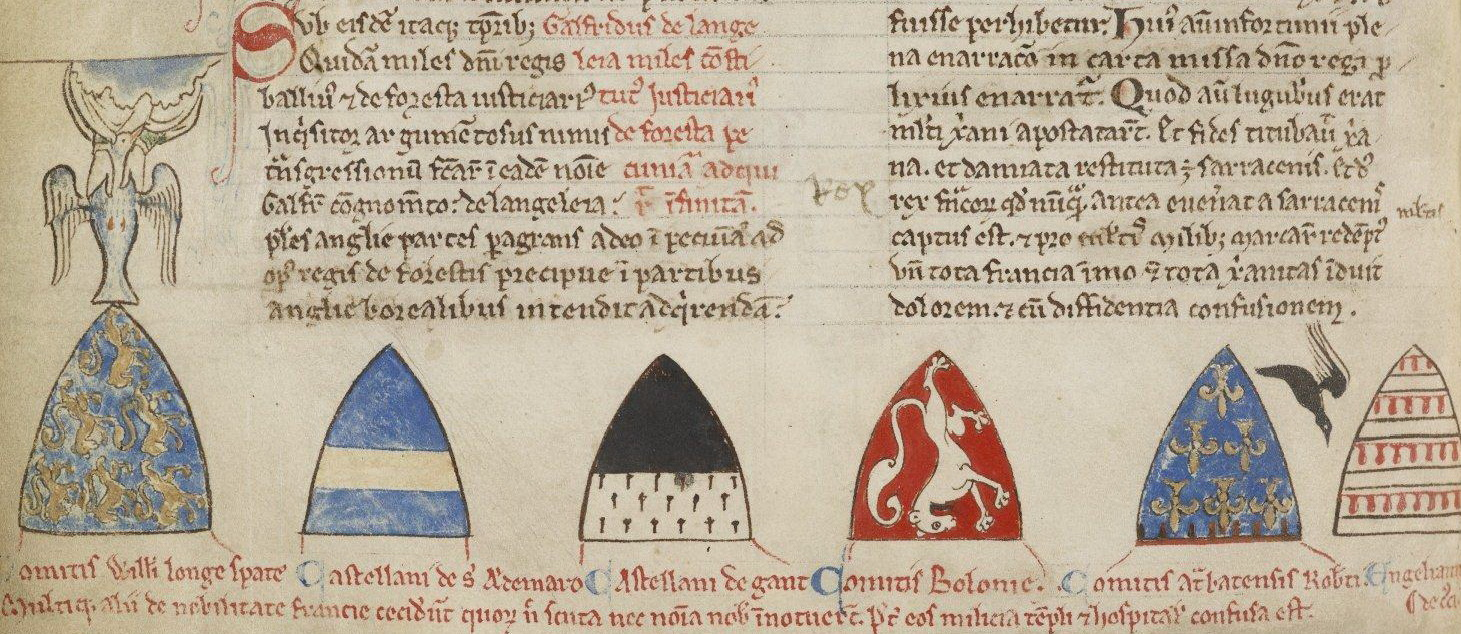
Matthäus Paris notierte in seiner Historia Anglorum (13. Jh.) einige bei al-Mansura gefallene Kreuzritter mit ihren Wappen

- 6. Februar: Gottfried VI., Vizegraf von Châteaudun, Herr von Mondoubleau und Saint-Calais, Kreuzfahrer
- 8. Februar: Érard II. von Brienne-Ramerupt, Herr von Ramerupt und Kreuzfahrer
- 8. Februar: Fachr ad-Din Yusuf, Diplomat und Emir der Mamelukengarde von Ägypten (* vor 1211)
- 8. Februar: William Longespée of Salisbury, englischer Magnat und Kreuzfahrer (* um 1209)
- 8. Februar: Robert de Vere, englischer Kreuzfahrer
- 8. Februar: Robert I., Graf von Artois (* 1216)
- 8. Februar: Raoul II. de Coucy, Herr von Coucy, Marle und La Fèr sowie Kreuzfahrer
- 11. Februar: Guillaume de Sonnac, Großmeister des Templerordens und Kreuzfahrer
- 11. Februar: Jean de Ronay, Vizemeister des Hospitaliterordens und Kreuzfahrer

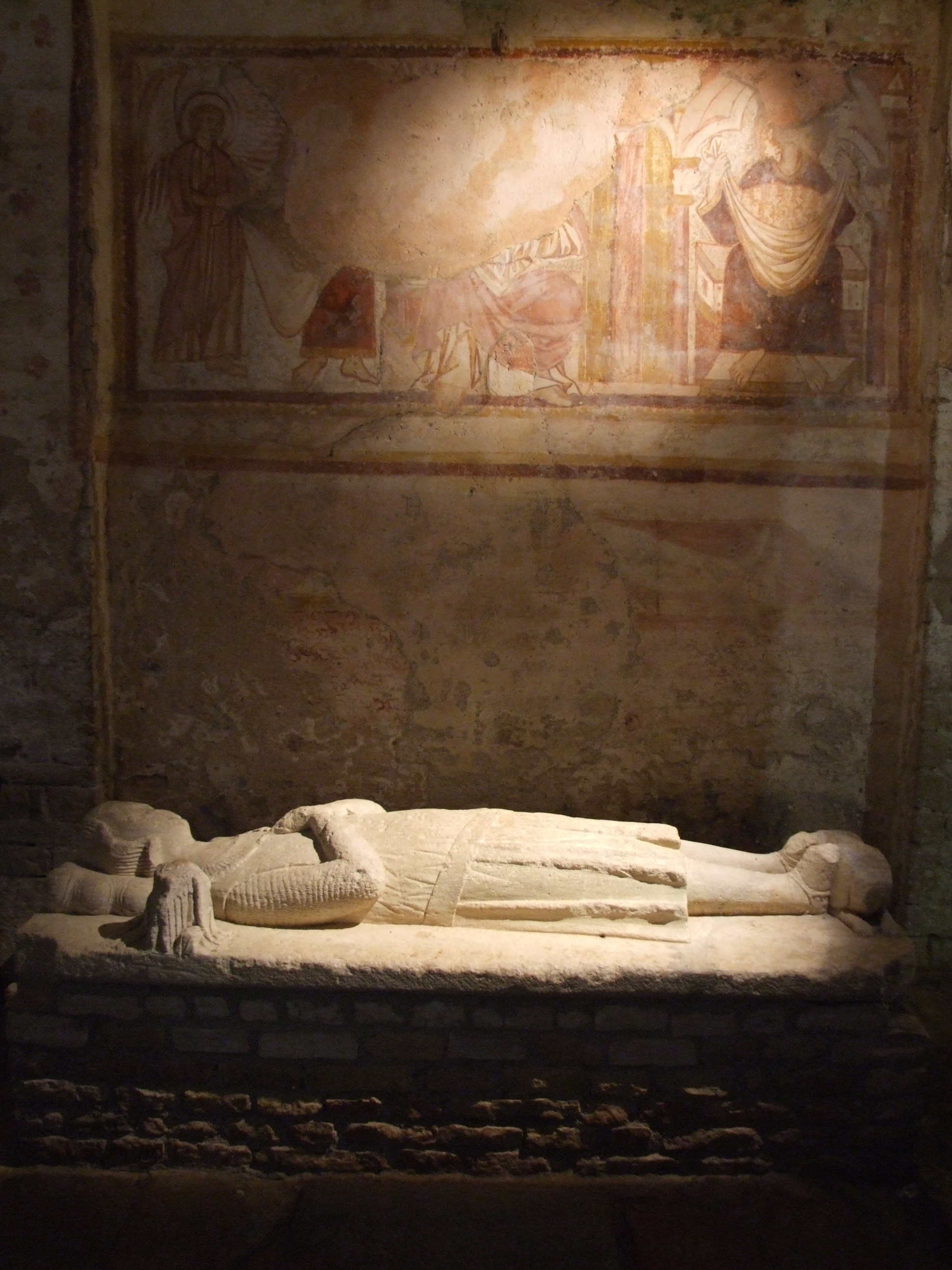
Liegefigur des Sire Jocerand III. Gros in der Kirche Saint-Pierre von Brancion

- 11. Februar: Jocerand de Brancion, französischer Adeliger und Kreuzfahrer
- 29. März: Ludolf von Ratzeburg, Bischof von Ratzeburg und katholischer Heiliger
- 6. April: Gaucher de Châtillon, Herr von Donzy, Saint-Aignan, Montmirail und Montja sowie Kreuzfahrer (* um 1221)
- 6. April: Guy de Château-Porcien, Bischof von Soissons
- 6. April: Hugo XI., Herr von Lusignan, Graf von La Marche und Angoulême sowie Regent der Grafschaften Penthièvre und Porhoët, Kreuzfahrer (* 1221)
- nach dem 6. April: Jean Fuinon, Bailli von Jerusalem
- 24. April: Simon von Collazzone, italienischer Franziskaner (* um 1200)

### Mai bis Dezember
- 2. Mai: Turan Schah, Sultan der Ayyubiden in Ägypten
- 27. Mai: Raniero Capocci, Kardinal der römisch-katholischen Kirche (* um 1185)
- 29. Mai: Robert of Lexinton, englischer Geistlicher und Richter (* vor 1198)

- 13. Juni: Donnchadh, Earl of Carrick, schottischer Adliger
- 18. Juni: Theresia von Portugal, Königin von Léon und Selige der römisch-katholischen Kirche (* 1178)
- 28. Juni: Johannes Parenti, Generalminister des Franziskanerordens

- 6. Juli: Peter Mauclerc, Herzog von Bretagne und Earl of Richmond (* 1191)
- 25. Juli: Humbert V., Herr von Beaujeu und Connétable von Frankreich (* 1189)

- vor 9. August: Henry Hastings, englischer Adeliger (* vor 1205)
- 10. August: Erik IV., König von Dänemark und Herzog von Schleswig (* 1216)

- 1. September: William Raleigh, Bischof von Norwich und Winchester
- 21. September: Marie de Ponthieu, Gräfin von Ponthieu und Montreuil

- 4. Oktober: Hermann VI., Markgraf von Verona und Baden, Herzog von Österreich (* um 1225)
- 15. November: Gottfried IV., Graf von Ziegenhain und von Nidda

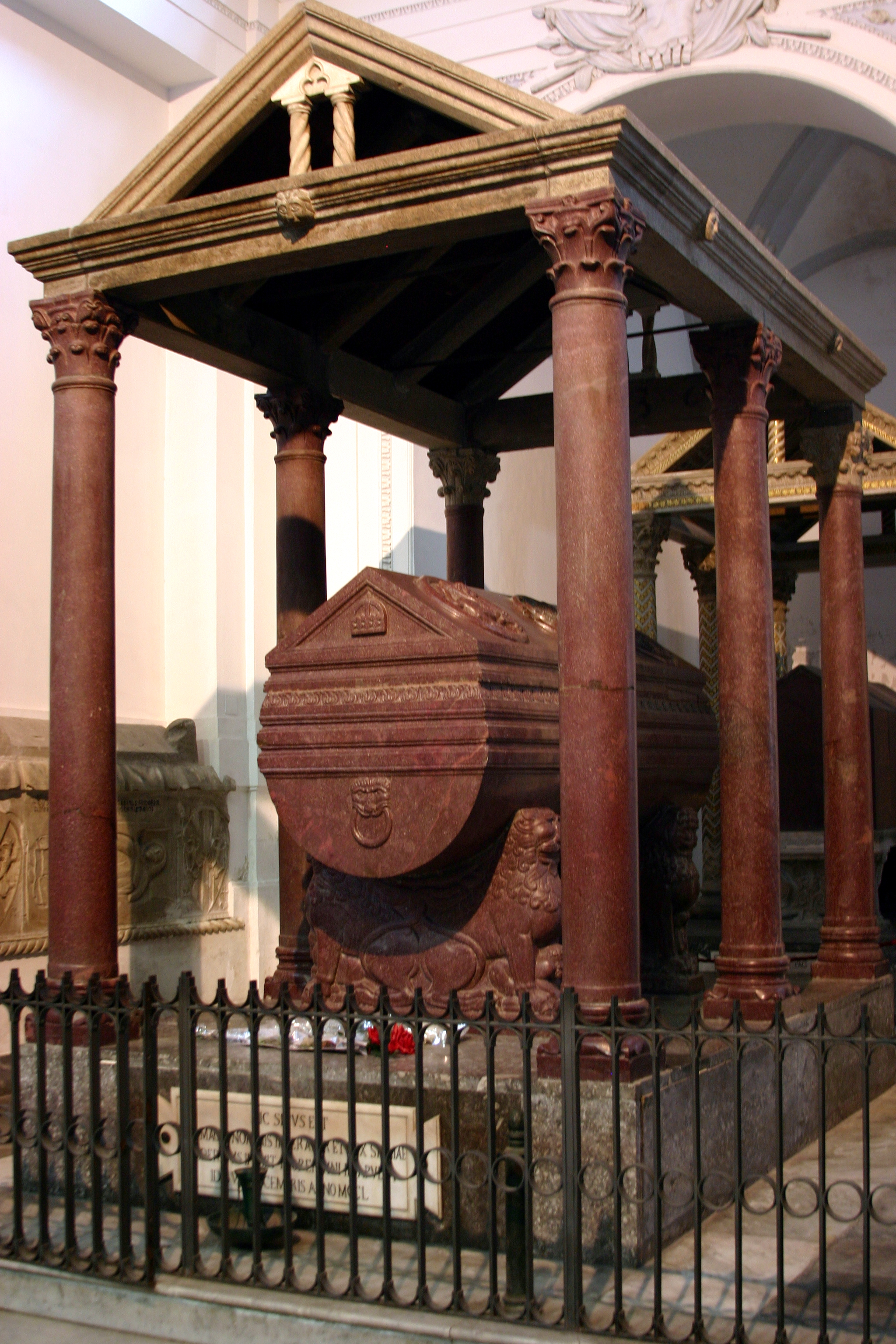
Sarkophag Friedrichs II. in der Kathedrale von Palermo

- 13. Dezember: Friedrich II., römisch-deutscher König und Kaiser, König von Sizilien, König von Jerusalem (* 1194)

### Genaues Todesdatum unbekannt
- Arnulf von Löwen, flämischer Zisterziensermönch, Abt und Textdichter (* um 1200)
- Engelbert I. von Isenberg, Bischof von Osnabrück
- as-Salih Ismail, ayyubidischer Sultan von Damaskus (* um 1200)
- Lorepa Wangchug Tsöndru, Gründer der Unteren Drugpa-Tradition der Drugpa-Kagyü-Schule des tibetischen Buddhismus (* 1187)
- Al-Muzaffar Sulaiman, Emir des Jemen

### Gestorben um 1250
- 1249/1250: Pierre de Courtenay, französischer Ritter und Herr von Conches-en-Ouche und Mehun-sur-Yèvre (* um 1218)
- Julian von Speyer, deutsch-französischer Chormeister, Komponist und Dichter aus dem Orden der Franziskaner
- Der Stricker, mittelhochdeutscher Dichter und Fahrender (* um 1200)